# Microcalicha
Microcalicha là một chi bướm đêm thuộc họ Geometridae.